# Andrei Alexandrowitsch Brjuchankow
Andrei Alexandrowitsch Brjuchankow (russisch Андрей Александрович Брюханков, englisch Andrey Bryukhankov, in ITU-Ranglisten auch als Brukhankov geführt; * 27. Februar 1991 in Rybinsk) ist ein russischer Triathlet und ETU-Europameister auf der Triathlon-Mitteldistanz (2019).

## Werdegang
Andrei Brjuchankow gehört dem russischen Nationalteam an.
Sein älterer Bruder Alexander Brjuchankow (* 1987) ist russischer Elite-Triathlonmeister des Jahres 2011.
Am 12. Oktober 2010 wurde Andrei Brjuchankow der Titel Master des Sports (russisch Мастер срорта России) verliehen. Andrei Brjuchankow nimmt auch an Nicht-ITU-Wettkämpfen teil, etwa am Volkswagen Aldiana Triathlon in Zypern, an dem die meisten russischen Elite-Triathleten an den Start gingen.
In der Sprint-Kategorie belegte Andrei Brjuchankow den vierten Platz.
2010 nahm Brjuchankow auch an zwei Wettbewerben der französischen Clubmeisterschaftsserie Lyonnaise des Eaux teil und trat, so wie auch sein Bruder, für Mulhouse Olympique Tri an: In Paris (18. Juli 2010) wurde er 45. und beim Großen Finale in la Baule (Triathlon Audencia, 18. September 2010) 40.
Im August 2013 wurde er Dritter bei der Staatsmeisterschaft auf der Kurzdistanz.
In Istanbul gewann er im Juli 2017 sein erstes Europacup-Rennen.
Bei seinem ersten Start auf der Mitteldistanz (1,9 km Schwimmen, 90 km Radfahren und 21,1 km Laufen) belegte er im September 2018 im Ironman 70.3 Rügen den 13. Rang.

### Europameister Triathlon Mitteldistanz 2019
Im Juli 2019 wurde der 28-Jährige in Rumänien ETU-Europameister auf der Triathlon-Mitteldistanz.

## Sportliche Erfolge
| Datum/Jahr    | Rang | Wettbewerb                                     | Austragungsort    | Zeit     | Bemerkung                                                                                       |
| ------------- | ---- | ---------------------------------------------- | ----------------- | -------- | ----------------------------------------------------------------------------------------------- |
| 12. Mai 2018  | 45   | ITU World Championship Series 2018             | Yokohama          | 01:51:03 |                                                                                                 |
| 30. Juli 2017 | 1    | ETU Triathlon European Cup                     | Istanbul          | 01:52:42 |                                                                                                 |
| 12. Juni 2016 | 6    | ETU Triathlon European Cup                     | Weert             | 01:46:35 |                                                                                                 |
| 26. Sep. 2015 | 5    | ETU Triathlon European Cup Final               | Sotschi           | 01:47:52 |                                                                                                 |
| 18. Aug. 2013 | 3    | RUS Triathlon National Championships           | Pensa             | 01:48:34 | Dritter bei der Staatsmeisterschaft auf der Kurzdistanz – hinter Dmitri Andrejewitsch Poljanski |
| 28. Aug. 2010 | 34   | ETU Triathlon European Championship U23        | Vila Nova de Gaia |          | Europameisterschaft U23                                                                         |
| 3. Juli 2010  | 2    | ETU Triathlon European Championship Junior Men | Athlone           | 00:55:36 | Triathlon-Vizeeuropameister bei den Junioren                                                    |
| 2. Juli 2009  | 20   | ETU Triathlon European Championship Junior Men | Rijssen-Holten    |          | Junioren-Europameisterschaft                                                                    |
| 10. Mai 2008  | 35   | ETU Triathlon European Championship Junior Men | Lissabon          |          | Junioren-Europameisterschaft                                                                    |

| Datum/Jahr   | Rang | Wettbewerb                                           | Austragungsort | Zeit     | Bemerkung                             |
| ------------ | ---- | ---------------------------------------------------- | -------------- | -------- | ------------------------------------- |
| 7. Juli 2019 | 1    | ETU Middle Distance Triathlon European Championships | Târgu Mureș    | 03:38:21 | ETU-Europameister auf der Halbdistanz |
| 9. Sep. 2018 | 13   | Ironman 70.3 Rügen                                   | Binz           | 04:01:39 |                                       |

(DNF – Did Not Finish)